# Spaladium Arena
Die Spaladium Arena ist eine Mehrzweckhalle im Zentrum der kroatischen Stadt Split. Die Halle ist Bestandteil des Spaladium Centar.

## Geschichte
Nach der Grundsteinlegung der Spaladium Arena am 4. September 2007 fand die offizielle Eröffnung am 27. Dezember 2008 statt. Die Baukosten betrugen 50 Millionen Euro.
Sie fasst bis zu 12.000 Zuschauer. In der Halle werden neben sportlichen Ereignissen auch Konzerte, Veranstaltungen, Ausstellungen und Messen abgehalten. Die Arena war eine der Austragungsstätten der Handball-Weltmeisterschaft der Männer 2009. Des Weiteren ist die Spaladium Arena Spielort der Handball-Europameisterschaft der Männer 2018.